# Sayula, Jalisco
Sayula là một đô thị thuộc bang Jalisco, México. Năm 2005, dân số của đô thị này là 34755 người.